# لوورن کهه
لوورن ویلیام کهه (متولد۲ دسامبر ۱۹۰۹ – فوت ۲۸ ژوئیه ۱۹۹۵) یک مهندس و سیاستمدار آمریکایی بود.

## زندگی
لوورن ویلیام کهه درتاریخ ۲ دسامبر ۱۹۰۹ در واترلو، آیووا از خانواده ای هنری دبلیو و لوئیزا استیج کهه متولد شد. خانواده به ویورلی نقل مکان نمودند، مکانی که او در تاریخ ۱۹۲۶ از دبیرستان ویورلی فارغ‌التحصیل شد. بعد از کسب مدرک لیسانس در رشته مهندسی عمران در دانشگاه آیووا، ویلیام کهه نقشه‌بردار شد و سپس مهندس غیرنظامی برای سپاه مهندسین ارتش ایالات متحده شد. که در شروع جنگ جهانی دوم به واشینگتن دی سی تعیین شد، که به‌طور متوالی در پروژه کانول و پروژه منهتن کار کرد. بعد با درجه سرهنگی از خدمت در ارتش بازنشسته شد و به ویورلی برگشت، مکانی که شرکت ساختمانی کهه و دره سدر را بنیانگذاری کرد و شرکت مهندسی را طراحی نمود.

## فعالیت
کهه به‌عنوان رئیس حزب جمهوری‌خواه شهرستان برمر خدمت نمود. و او برای نخستین بار در تاریخ ۱۹۶۸ با انتخاب جمهوری خواهان به مجلس نمایندگان آیووا راه یافت و در تاریخ ۱۹۷۰ بار دیگر انتخاب شد. او به عنوان قانونگذار برای منطقه ۱۲ کار کرد. در طول تصدیش به نام نماینده ایالتی منصوب شد، ویلیام کهه به قوانین زیست‌محیطی علاقه‌مند بود و به نام رئیس کمیته حفاظت از محیط زیست خدمت نمود. او در دوره نخست ریاست جمهوری خود به لایحه حذف تضمین برای ایجاد پرونده در مورد حق کشی مسکن رای منفی داد. در دوره دوم ریاست جمهوری خود، کهه در مورد ارائه اعتبار مالیاتی به جانبازان جنگ ویتنام تحقیق کرد.

## زندگی شخصی
ویلیام کهه در تاریخ ۱۹۳۷ با دوروتی استون برنر ازدواج کرد. حاصل این ازدواجشان دو فرزند پسر بود. بعد از مرگ استون برنر در تاریخ ۱۹۷۸، ویلیام کهه در تاریخ ۱۹۸۰ با آنا ام. باومن، که چهار فرزند داشت ازدواج کرد. ویلیام کهه در ۲۸ ژوئیه ۱۹۹۵ بعد از بستری شدن در بیمارستان شهرداری ویورلی در همان بیمارستان درگذشت.